# Tuân Dực
Tuân Dực (tiếng Trung: 荀霬; bính âm: Xun Yi; ? – ?) là quan viên, tướng lĩnh Tào Ngụy thời Tam Quốc trong lịch sử Trung Quốc.

## Cuộc đời
Tuân Dực quê ở huyện Dĩnh Âm, quận Dĩnh Xuyên, Dự Châu, là con trai thứ hai của Dũng sĩ trung lang tướng, Vạn Tuế đình hầu Tuân Uẩn (con trai trưởng của Thượng thư lệnh, Vạn Tuế đình hầu Tuân Úc) với công chúa An Dương (con gái Tào Tháo).
Tuân Uẩn cùng Tào Thực là bạn tốt, lại xa lánh Hạ Hầu Thượng, khiến Tào Phi căm ghét. Dù ghét Uẩn, nhưng Tào Phi đối với hai cháu trai, con của em gái, là Tuân Hàm, Tuân Dực lại vô cùng yêu quý. Uẩn mất sớm, Hàm được phong tước Quảng Dương Hương hầu, cho Dực tập tước.
Tuân Dực lấy con gái của Tư Mã Ý với Trương Xuân Hoa, cùng các anh cùng mẹ của vợ là Tư Mã Sư, Tư Mã Chiêu quan hệ thân mật. Dực quan đến Trung lĩnh quân, sau mất sớm, truy tặng Phiêu kỵ tước quân, thụy Trinh hầu.

## Gia đình
Thê thiếp:
- Tư Mã thị (司馬氏), con gái của Tư Mã Ý với Trương Xuân Hoa, thời Tấn được phong Nam Dương công chúa.

Con trai:
- Tuân Đam (荀憺), con trai trưởng, quan tới Thiếu phủ.
- Tuân Khải (荀恺), con của Tư Mã thị, quan tới Thị trung, Chinh tây tướng quân, từng tham gia chiến dịch đánh Thục.
- Tuân Khôi (荀悝), con của Tư Mã thị, quan tới Hộ quân tướng quân, từng cấu kết với Giả Nam Phong sát hại Thái hậu Dương Chỉ, sau khi chết truy tặng Xa kỵ tướng quân.

## Trong văn hóa
Tuân Dực không xuất hiện trong tiểu thuyết Tam quốc diễn nghĩa của La Quán Trung.